# Liste der Landeswasserstraßen in Nordrhein-Westfalen
Nachfolgende Liste der Landeswasserstraßen nennt alle Wasserstraßen, deren Last das Bundesland Nordrhein-Westfalen zu tragen hat. Grundlage ist das Landeswassergesetz. Die Obere Wasserbehörde (Bezirksregierung) übernimmt die Verwaltung.

## Strecken
| Wasserstraße      | von                    | bis                                                            | max. Abmessungen der Wasserfahrzeuge Länge/Breite/Tiefgang (m) |
| ----------------- | ---------------------- | -------------------------------------------------------------- | -------------------------------------------------------------- |
| Flürener Altrhein | Zufahrt zur Grav-Insel | Mündung in den Rhein zwischen Stromkilometer 820,58 und 820,73 |                                                                |
| Ruhr              | km 41,6                | km 12,208                                                      | 38,0 / 5,20 / 1,70                                             |